# Перший сніг
«Пе́рший сніг» (фр. Première neige) — новела французького письменника Гі де Мопассана, видана в 1883 році. Сюжет твору розповідає про аристократку, яка провокує у себе хворобу задля того, щоби порвати з остогидлою атмосферою замку, яку створив її нечутливий чоловік.

## Історія
Вперше ця новела була надрукована в газеті «Le Gaulois» 11 грудня 1883 року. Пізніше Гі де Мопассан включив цей твір до збірки «Носій». Український переклад твору здійснив Іван Рильський. В його перекладі новелу опублікували у видавництві «Дніпро» двічі: у восьмитомному зібранні творів Гі де Мопассана (1969—1972) і двотомному виданні вибраних творів письменника (1990).

## Сюжет
Вона вийшла заміж за провінційного аристократа, що весь час проводить у своєму замку і цікавиться лише полюванням. Спочатку пані нудилася, з приходом осінніх холодів почала мерзнути. На прохання придбати калорифер чоловік відповів глузливим запереченням, адже йому, що цілий день перебуває у русі, не холодно. Наступної осені холод став їй дошкуляти ще лютіше. Чи не від того, що вона фактично самотня? На нагадування про калорифер чоловік відповідає, що ти «навіть жодного разу і не кашляла». Дружина робить з цього висновок. Вона виходить на вулицю і годину лежить на снігу. Діставши запалення легень, нарешті вирушає на південь лікуватися. Попри те, що лікарі пророкують їй близьку смерть, вона щаслива серед тепла і своїх мрій.

## Аналіз твору
У цій новелі письменник відкриває чергову проблему шлюбних відносин — нерозуміння чоловіком і дружиною одне одного, що виникає через зосередженість на власних відчуттях. Їй хочеться розваг і товариства, хоча вона знала заздалегідь, що її обранець провінціал з «глухого кута». Він не уявляє, як можна мерзнути у порожньому замку. Почуття самотності у жінки лише підкреслює наявні фізичні незручності. Чоловічий егоїзм руйнує приязнь, як наслідок, у героїні новели виникає підсвідома потреба шкодити власному здоров'ю задля досягнення психологічного комфорту. Вона отримує те, чого бажає, але фактично ціною свого життя.